# FAVORITE SOUNDS ...1988
『FAVORITE SOUNDS...1988』（フェイバリット・サウンズ…ナインティーン・エイティエイト）は、日本のシンガーソングライターである吉川晃司の2作目のベスト・アルバム。
1988年12月28日に東芝EMIのイーストワールドレーベルからリリースされた。同年リリースの『beat goes on』（1988年）よりおよそ8か月ぶりのベスト・アルバムとなり、また吉川関連のリリースとしてはライブ・アルバム『ZERO』（1988年）よりおよそ半年振りとなった。
本作は東芝EMIへの移籍後初のベスト・アルバムであり、SMSレコードからリリースされた『beat goes on』がシングルを中心とした選曲であったのに対し、本作ではアルバム曲を中心に吉川の自作曲から自身の手によって選曲されている。本作はオリコンアルバムチャートでは最高位53位となった。

## 背景
1984年のデビュー以来、事務所の方針に違和感を覚えていた吉川晃司は渡辺プロダクションからの独立を検討、社長である渡辺晋に直訴していた。社長からは映画『シャタラー』（1987年）への出演後であれば独立を許可するという条件を出され、1988年5月6日および5月9日に日本武道館で行った単独公演「武道館スペシャル "BACK TO ZERO"」を最後に吉川は活動休止宣言を行い、同公演を以って正式に渡辺プロダクションを退所しレコード会社も移籍することとなった。同時期にBOØWYからの脱退を検討していた布袋寅泰とともに音楽活動を行う道を模索するも、契約上の問題で1年程度は活動できないことからその後に始動するという形となった。吉川は日本武道館公演の翌日から周囲の人間と音信不通となり、1年間は海外旅行など休暇を取ることに専念した。同年12月10日に吉川は布袋とともに音楽ユニットであるCOMPLEXを結成することを発表した。

## 構成
吉川がSMSレコード所属時代にリリースした楽曲の中から、自作曲のみで選曲されたベスト・アルバムである。吉川は選曲はしたものの、本作にはほとんど関与していないと述べている。吉川は『beat goes on』がシングル集に近い形であるのに対し、本作については「敢えて意味付けをするとしたら、すごくマイセルフ的っていうことだろうな」と述べた他、「インターバル時期のクッションってやつでしょうか」とも述べている。自作曲からの選曲であるため、1枚目のアルバム『パラシュートが落ちた夏』（1984年）および2枚目のアルバム『LA VIE EN ROSE』（1984年）、3枚目のアルバム『INNOCENT SKY』（1985年）からは1曲も選曲されていない。また、本作のジャケットおよびブックレットには吉川の写真は一切使用されていない。
6枚目のシングル「RAIN-DANCEがきこえる」（1985年）にB面として収録されていた「I'm So Crazy」および10枚目のシングル「MARILYNE」（1987年）にB面として収録されていた「ODEON」の2曲がアルバム初収録となった。また、映画『テイク・イット・イージー』（1986年）の劇伴を収録したサウンドトラック『BOY'S NIGHT OUT -Soundtracks From TAKE IT EASY-』（1986年）に収録されていた、8枚目のシングル「MODERN TIME」のロングバージョンである「MODERN TIME II」が収録されている。音楽情報サイト『CDジャーナル』では、スタッフが世間の流行を取り入れつつ音楽制作に四苦八苦していても、吉川のボーカルについては「この人の感情の出力のフラットさは全然影響されてないのが面白い」と記されている。

## リリース、チャート成績
本作は1988年12月28日に東芝EMIのイーストワールドレーベルからCDおよびカセットテープの2形態でリリースされた。本作はオリコンアルバムチャートにおいて最高位第53位の登場週数5回で売り上げ枚数は1.3万枚となった。

## 収録曲
- CDブックレットに記載されたクレジットを参照[10]。

| #         | タイトル                                             | 作詞      | 作曲      | 編曲      | 時間  |
| --------- | ---------------------------------------------------- | --------- | --------- | --------- | ----- |
| 1.        | 「サイケデリックHIP（SATISFACTION FAKEバージョン）」 | 吉川晃司  | 吉川晃司  | 後藤次利  | 3:05  |
| 2.        | 「HOT LIPS」                                         | 吉川晃司  | 吉川晃司  | 清水信之  | 4:13  |
| 3.        | 「I'm So Crazy」                                     | 安藤秀樹  | 吉川晃司  | 後藤次利  | 3:39  |
| 4.        | 「Little Darlin'」                                   | 吉川晃司  | 吉川晃司  | 清水信之  | 4:07  |
| 5.        | 「BIG BAD BABY BASTARD」                             | 吉川晃司  | 吉川晃司  | 後藤次利  | 4:24  |
| 6.        | 「A-LA-BA・LA-M-BA」                                 | 吉川晃司  | 吉川晃司  | 松本晃彦  | 4:02  |
| 7.        | 「MARILYNE」                                         | 吉川晃司  | 吉川晃司  | 松本晃彦  | 4:18  |
| 8.        | 「Stranger in Paradise」                             | 吉川晃司  | 吉川晃司  | 後藤次利  | 4:30  |
| 合計時間: | 合計時間:                                            | 合計時間: | 合計時間: | 合計時間: | 32:18 |

| #         | タイトル              | 作詞      | 作曲               | 編曲      | 時間  |
| --------- | --------------------- | --------- | ------------------ | --------- | ----- |
| 9.        | 「ナーバス ビーナス」 | 吉川晃司  | 吉川晃司           | 後藤次利  | 5:55  |
| 10.       | 「Another Day」       | 柳川英巳  | 吉川晃司           | 後藤次利  | 4:17  |
| 11.       | 「終わらないSun Set」 | 吉川晃司  | 吉川晃司           | 松本晃彦  | 4:03  |
| 12.       | 「JUST A LIFE」       | 吉川晃司  | 吉川晃司           | 清水信之  | 4:47  |
| 13.       | 「GLAMOROUS JUMP」    | 吉川晃司  | W.GUY              | 清水信之  | 3:48  |
| 14.       | 「MODERN TIME II」    | 吉川晃司  | 吉川晃司           | 後藤次利  | 5:10  |
| 15.       | 「ODEON」             | 吉川晃司  | 後藤次利、吉川晃司 | 後藤次利  | 5:35  |
| 合計時間: | 合計時間:             | 合計時間: | 合計時間:          | 合計時間: | 33:35 |

## スタッフ・クレジット
- CDブックレットに記載されたクレジットを参照[11]。

### 参加ミュージシャン
- 清水信之 – 全編曲、エレクトロニクス・プログラミング、ギター、ベース、パーカッション（2, 4, 12, 13曲目）
- 山木秀夫 – ドラムス（1 - 13曲目）
- 青山純 – ドラムス（1, 2, 4, 9, 12, 13曲目）
- 江口信夫 – ドラムス（5 - 11曲目）
- 山田わたる – ドラムス（5 - 11曲目）
- 後藤次利 – ベース（1, 5 - 11曲目）
- 浅田孟 – ベース（5 - 8, 10, 11曲目）
- 有賀啓雄 – ベース（5 - 8, 10, 11曲目）
- 布袋寅泰 – ギター（1 - 13曲目）
- 北島健二 – ギター（1 - 13曲目）
- 窪田晴男 – ギター（5 - 8, 10, 11曲目）
- 今剛 – ギター（5 - 8, 10, 11曲目）
- 鈴川真樹 – ギター（5 - 8, 10, 11曲目）
- 柴山和彦 – ギター（5 - 8, 10, 11曲目）
- 佐橋佳幸 – ギター（2, 4, 12, 13曲目）
- 富樫春生 – キーボード（1, 5 - 11曲目）
- 国吉良一 – キーボード（1, 9曲目）
- 松本晃彦 – キーボード（5 - 8, 10, 11曲目）
- 中村哲 – キーボード（5 - 8, 10, 11曲目）
- 矢口博康 – サックス（1, 9曲目）
- ジェイク・H・コンセプション – サックス（1, 9曲目）
- 沢井原兒 – サックス（5 - 8, 10, 11曲目）
- 松武秀樹 – コンピュータ・プログラム（1, 9, 14曲目）
- 遠山淳 – コンピュータ・プログラム（5 - 8, 10, 11曲目）
- 大竹徹夫 – コンピュータ・プログラミング（5 - 8, 10, 11曲目）
- 迫田到 – コンピュータ・プログラミング（5 - 8, 10, 11曲目）
- 佐藤健 – コーラス（1 - 13曲目）
- 安藤秀樹 – コーラス（1, 5 - 11曲目）
- 川面博 – コーラス（1, 9曲目）
- 吉川晃司 – ボーカル、コーラス（1, 5 - 11曲目）
- 岡村靖幸 – コーラス（2, 4, - 13曲目）
- 池畑康男 (T∀X FLEE) – コーラス（2, 4, 12, 13曲目）
- 中川進 (T∀X FLEE) – コーラス（2, 4, 12, 13曲目）

### スタッフ
- 木崎賢治 – プロデューサー（1 - 13曲目）
- 梅鉢康弘（SMSレコード ） – プロデューサー（1 - 13曲目）、ディレクター（14曲目）
- 川面博（渡辺ミュージック） – プロデューサー（2 - 8, 10 - 13曲目）、ディレクター（14曲目）
- 後藤次利 – プロデューサー（14曲目）
- 内沼映二 – エンジニア（1, 9曲目）、スーパー・リミキシング・エンジニア（14曲目）
- 坂元達也 – エンジニア（5 - 8, 10, 11曲目）
- 平瀬公一 – エンジニア（2, 4, 12, 13曲目）
- ダニエル・エイブラハム – ミキシング・エンジニア（2, 4, 12, 13曲目）
- 平瀬公一 – セカンド・エンジニア（1, 9曲目）
- 伊藤隆司 – セカンド・エンジニア（1, 5 - 11曲目）
- 後藤昌司 – セカンド・エンジニア（1, 5 - 11曲目）
- 三浦瑞生 – セカンド・エンジニア（1, 9曲目）
- 伊藤康弘 – セカンド・エンジニア（5 - 8, 10, 11曲目）
- 松本元成 – セカンド・エンジニア（5 - 8, 10, 11曲目）
- 園田一惠 – セカンド・エンジニア（5 - 8, 10, 11曲目）
- 北岡一朗（スタジオテイクワン） – アシスタント・エンジニア（2, 4, 12, 13曲目）
- 木曽敏浩（スタジオテイクワン） – アシスタント・エンジニア（2, 4, 12, 13曲目）
- 浅野剛（スタジオテイクワン） – アシスタント・エンジニア（2, 4, 12, 13曲目）
- 横井俊一（スタジオテイクワン） – アシスタント・エンジニア（2, 4, 12, 13曲目）
- 松田龍太（ファームスタジオ） – アシスタント・エンジニア（2, 4, 12, 13曲目）
- 前田達也（サウンド・シティ） – アシスタント・エンジニア（2, 4, 12, 13曲目）

## チャート
| チャート         | 最高順位 | 登場週数 | 売上数  | 規格   | 出典  |
| ---------------- | -------- | -------- | ------- | ------ | ----- |
| 日本（オリコン） | 53位     | 5回      | 1.3万枚 | CD, CT | [ 1 ] |

## リリース日一覧
| No. | リリース日     | レーベル                  | 規格 | カタログ番号 | 備考 | 出典         |
| --- | -------------- | ------------------------- | ---- | ------------ | ---- | ------------ |
| 1   | 1988年12月28日 | 東芝EMI／イーストワールド | CD   | CT32-5365    |      | [ 9 ] [ 12 ] |
| 2   | 1988年12月28日 | 東芝EMI／イーストワールド | CT   | ZT28-5365    |      | [ 1 ]        |